# Das weiße Band – Eine deutsche Kindergeschichte
Das weiße Band – Eine deutsche Kindergeschichte ist ein Kinofilm des österreichischen Regisseurs Michael Haneke aus dem Jahr 2009. Die Handlung des Schwarzweißfilms ist im Jahr vor Beginn des Ersten Weltkriegs in Norddeutschland angesiedelt und schildert mysteriöse Vorfälle im fiktiven Dorf Eichwald. Der Film verdeutlicht das bedrückende, insbesondere für die Heranwachsenden traumatisierende soziale und zwischenmenschliche Klima der damaligen Zeit, das selbst im engen Familienkreis von Unterdrückung und Verachtung, Misshandlung und Missbrauch sowie Frustration und emotionaler Distanz geprägt ist. Er wirft einen kritischen Blick auf den sittenstrengen Protestantismus und fragt letztendlich danach, ob die gezeigte Art des Aufwachsens womöglich dem Nationalsozialismus den Weg bereitet hat.
Seine Uraufführung erlebte Das weiße Band am 21. Mai 2009 bei den 62. Filmfestspielen von Cannes, wo Haneke mit der Goldenen Palme, dem Hauptpreis des Filmfestivals, ausgezeichnet wurde. Kinostart war Mitte September 2009.

## Handlung
Die Dorfgemeinschaft von Eichwald, einem fiktiven Dorf in Ostelbien im Raum Greifswald, ist von wirtschaftlicher Unterdrückung und gegenseitiger Demütigung geprägt. Strenge Verhältnisse herrschen nicht nur zwischen der reichen Baronsfamilie und den von ihr abhängigen Bauern, sondern auch zwischen Eltern und ihren Kindern. Der protestantische Pastor erzieht seine Kinder mit Härte, bestraft auch kleine Vergehen mit Prügeln und achtet streng auf tugendhaftes Verhalten. Für emotionale Nähe ist kein Raum. Zur Ermahnung lässt er seine Kinder ein weißes Band als Symbol der Unschuld an der Kleidung tragen.
Zur Handlungszeit ereignen sich im Dorf rätselhafte Grausamkeiten: Ein quer über den Weg gespanntes Drahtseil bringt das Pferd des Arztes zu Fall, der dabei schwer verletzt wird. Eine Arbeiterin kommt bei einem ungeklärten Arbeitsunfall ums Leben. Das älteste Kind des Barons wird entführt und brutal misshandelt. Ein Gebäude des Gutshofes geht eines Nachts in Flammen auf, ein neugeborenes Kind schläft stundenlang unbemerkt im winterkalten Zimmer und erkrankt schwer, und einem wegen geistiger Behinderung wehrlosen kleinen Jungen werden die Augen zerstochen. Zu keiner Tat gibt es verwertbare Zeugenaussagen, und weder die jeweils herbeigerufene Polizei noch die Appelle und Nachforschungen des Barons kommen zu einem Ergebnis.
Hinter der Fassade sittlicher Ordnung offenbaren sich nach und nach private Tragödien: Die Ehe des Barons und der Baronin ist zerrüttet; dem verwitweten Arzt muss erst die Hebamme sexuell zu Diensten sein, später missbraucht er seine eigene Tochter; der Gutsverwalter schlägt und tritt seine Söhne als Strafe für einen kleinen Diebstahl; der Pastor macht seinem Sohn Angst vor Masturbation und bindet ihn zum Schutz davor nachts in seinem Bett fest.
Der im Film namenlose junge Dorflehrer, der die Geschichte des Films aus der Rückschau erzählt, kommt aufgrund verschiedener Beobachtungen zu dem Schluss, dass die schrecklichen Taten eng mit einer Gruppe von Kindern um die älteren Pastorenkinder zusammenhängen – zumal eine verschüchterte Mitschülerin dieser Kinder ihm anvertraut hat, sie habe von zweien der Taten zuvor „geträumt“. Er konfrontiert die Pastorenkinder mit seinem Verdacht, kann ihr trotziges Schweigen jedoch nicht durchbrechen. Als der Dorflehrer dem Pastor von seinem Verdacht berichtet, droht dieser ihm schwerwiegende Konsequenzen an, falls er seine Gedanken öffentlich macht.
Da Arzt und Hebamme mittlerweile überstürzt aus dem Dorf verschwunden sind, begnügt sich das Dorf damit, diesen beiden und ihrem fragwürdigen Verhältnis die Schuld an allem zuzuschieben. Die Frage nach den tatsächlichen Abläufen und Ursachen der Taten bleibt im Film ungeklärt.
Schließlich werden all diese Geschehnisse vom Ersten Weltkrieg verdrängt. Nach dem Kriegsdienst verlässt der Lehrer das Dorf für immer.

## Produktion und Hintergründe
Der Film entstand als deutsch-österreichisch-französisch-italienische Koproduktion. Das deutsche Unternehmen X-Filme sei laut Produzent Stefan Arndt für „über die Hälfte des Budgets“ verantwortlich gewesen. Demnach sei es „auch richtig, dass der Film als deutscher Beitrag ins Rennen geht“, zumal der Film auch „eine deutsche Geschichte“ darstelle, die „komplett in Deutschland gedreht“ wurde – so Arndt in Hinblick auf die von manchen aufgeworfene Frage, ob der Film als deutscher oder als österreichischer zu gelten habe. Im Koproduktionsabkommen zwischen Österreich und Deutschland ist jedenfalls festgehalten, dass bei Einreichungen an Festivals der Film entweder als Beitrag des Mehrheitsproduzenten (hier: X-Filme) oder desjenigen Produzenten, der den Regisseur stellt (in diesem Fall die Wega Film), vorzuführen ist.
Was allerdings die Einreichung zur Oscar-Verleihung (nur in der Kategorie Bester fremdsprachiger Film) betrifft, ist jedes an der Produktion beteiligte Land berechtigt, den Film einzureichen. Konkret ist die Auslandsvertretung der nationalen Filmbranche zuständig, in diesem Fall die German Films Service + Marketing GmbH, die den Film schlicht als erste eingereicht hat. Die Austrian Film Commission (AFC) war zunächst darüber verstimmt, dass die Deutschen den in „wesentlichen Funktionen […] österreichische[n]“ Film zuerst eingereicht hatten – doch sei das Ergebnis zu akzeptieren. Der Standard berichtet hingegen, dass „taktische Überlegungen“ hinter der deutschen Einreichung des Films stünden. Nachdem Österreich die letzten zwei Jahre nominiert war, habe der US-Verleih Sony Pictures Druck ausgeübt, da der Film als deutsche Einreichung bessere Chancen auf den Oscar gehabt habe. Der letzte Film, der zumindest von vielen Medien beider Länder als jeweils „eigener“ beansprucht worden war, war Die Fälscher. Dieser Film, der 2008 den Oscar erhielt, war eine 50/50 deutsch-österreichische Produktion und wurde von der österreichischen AFC eingereicht.

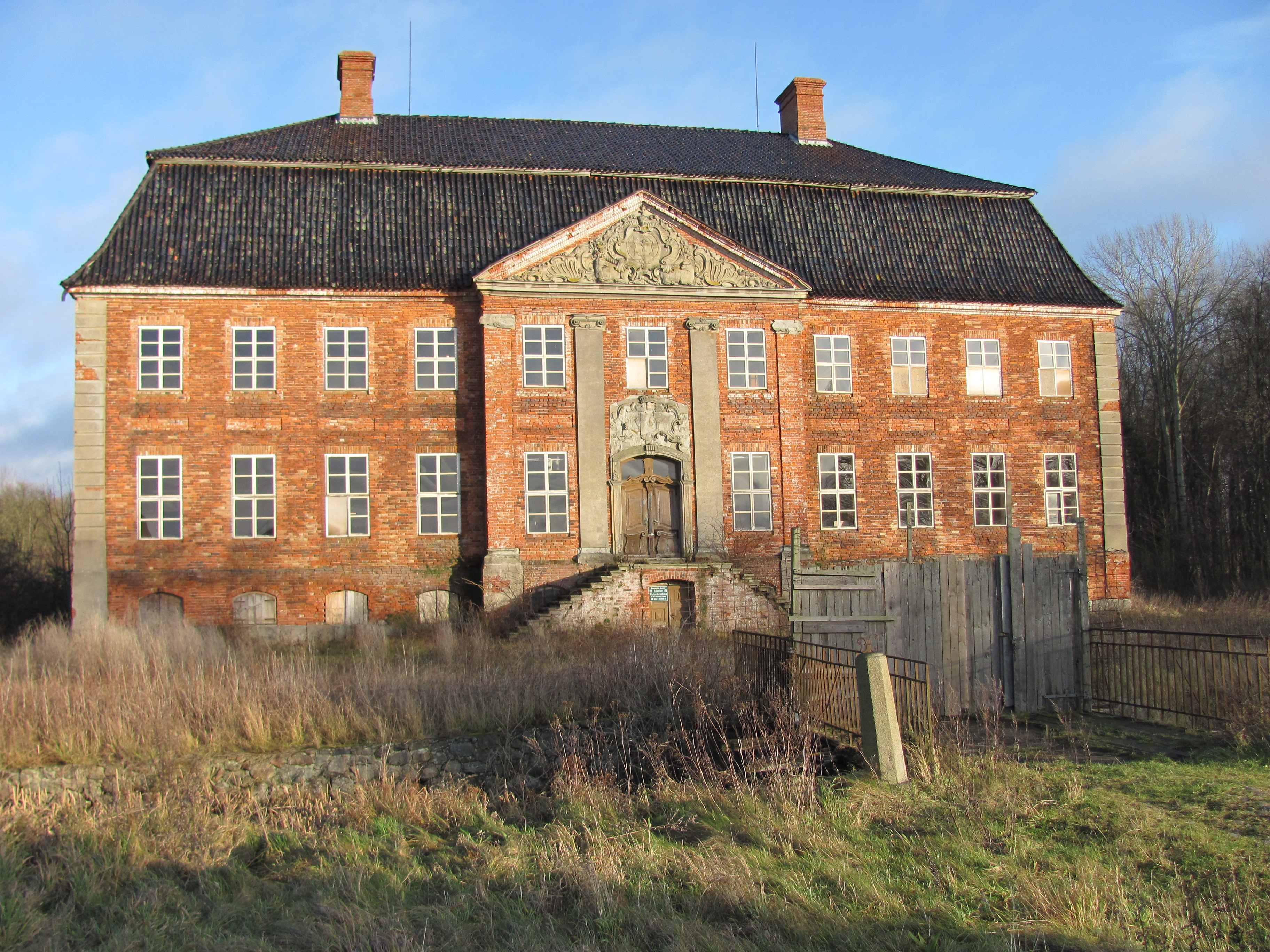
Drehort Schloss Johannstorf

Für die Dreharbeiten wurden vom 9. Juni bis 4. September 2008 Orte in Mecklenburg-Vorpommern, Brandenburg und Sachsen aufgesucht. Das Dorf Eichwald repräsentierten die realen Orte Netzow und Michaelisbruch in der Prignitz. In Netzow konnte die geplante Asphaltierung der Kopfsteinpflasterstraße kurz vor Drehbeginn noch verschoben werden. Häuser neueren Baujahrs wurden mit Fassaden verblendet. Das Arzthaus wurde für die Dreharbeiten neu gebaut. Der Arbeitsunfall, bei dem eine Bauersfrau ums Leben kam, spielte im Sägewerk Zechlinerhütte bei Rheinsberg. Als Schloss des Barons fungierte das mecklenburgische Herrenhaus Schloss Johannstorf in der Nähe von Travemünde. Die Studioaufnahmen fanden im Leipziger Media City Atelier (MCA) statt.
Der als Schwarzweißfilm in die Kinos gekommene Film wurde im Original auf Farbfilm gedreht. Digitalkameras hätten laut Berger für den starken Kontrast der mit Petroleumlampen beleuchteten nächtlichen Innenaufnahmen einen zu geringen Belichtungsumfang gehabt, und der Film musste aufgrund von Vereinbarungen mit den co-finanzierenden Fernsehgesellschaften in Farbe gedreht werden, da er ursprünglich als TV-Mehrteiler geplant war. Die Endfassung wurde aber nur in Schwarzweiß erstellt. Die Aufnahmen wurden digitalisiert, in Schwarzweiß umgewandelt und umfangreich nachbearbeitet. Unter anderem zeigte sich, dass in vielen Szenen, die bei Kerzen- und Petroleumlicht gedreht wurden, die Umgebung und Gesichter unscharf erschienen. Diese wurden dann digital nachgeschärft.
Während des Drehbuchschreibens las Haneke „Tonnen von Büchern über die Erziehung und das Landleben im 19. Jahrhundert“. Die Erkenntnisse daraus wurden im Film verwendet – so diente im 19. Jahrhundert „das weiße Band zur demütigenden, weil für alle sichtbaren Bestrafung.“ Überhaupt legte Haneke größtes Augenmerk auf historische Genauigkeit. So ließ er historischen Roggen anpflanzen, „[d]amit er die richtige Höhe hat wie Anfang des Jahrhunderts.“ Da der Roggen allerdings nicht wie erwartet wuchs, musste doch auf einem anderen Feld gefilmt werden. Beim Verfassen des Drehbuches, das mit Hilfe von Jean-Claude Carrière auf Kinolänge gebracht wurde, dachte Haneke bei einigen Rollen bereits daran, wer sie spielen sollte: etwa Susanne Lothar als Hebamme oder Ulrich Mühe als Pastor. Da Mühe vor Beginn der Dreharbeiten verstarb, hat Haneke „die ganze deutsche Filmprominenz rauf und runter gecastet, bis ich Burghart Klaußner gefunden habe“. Das Casting der Kinder, das von Hanekes Casting-Direktor Markus Schleinzer durchgeführt wurde, benötigte ein halbes Jahr und bezog über 7000 Kinder mit ein. „Die Arbeit mit Kindern ist wegen der Rechtslage in Deutschland kompliziert, da Kinder unter sechs Jahren nur zwei Stunden, solche über sechs nur drei Stunden am Tag arbeiten dürfen.“ Auch die erwachsenen Schauspieler hatten ihre Schwierigkeiten – so hatte Birgit Minichmayr mit nur einem Satz die kürzeste Sprechrolle ihrer Karriere, und Branko Samarovski, der einen Landwirt darstellt, wurde für die Endfassung synchronisiert.
Der in Deutschland von X-Verleih verliehene Film lief am 17. September 2009 in einigen deutschen Kinos an, am 15. Oktober bundesweit. In Österreich startete der Film am 24. September im Verleih des Filmladens. Die Weltvertriebsrechte liegen bei Les Films du Losange. Das Drehbuch ist im Berlin Verlag erschienen.

## Haneke über den Film
„Ideologie ist eine verabsolutierte Idee. Überall, wo es Unterdrückung, Demütigung, Unglück und Leid gibt, ist der Boden bereitet für jede Art von Ideologie. Deshalb ist ‚Das weiße Band‘ auch nicht als Film über den deutschen Faschismus zu verstehen. Es geht um ein gesellschaftliches Klima, das den Radikalismus ermöglicht. Das ist die Grundidee.“

„Das eigentliche Thema ist, jedenfalls war das meine Absicht, zu zeigen, wie Menschen, die unter Druck stehen, empfänglich werden für Ideologie, das heißt, wie sie sich sogar selber eine Ideologie schaffen; wie sie eine Idee verabsolutieren und dann mit Hilfe dieser verabsolutierten Idee diejenigen, die ihnen die Idee gepredigt haben, aber anders leben als die Idee fordert, bestrafen.“

Über die Rolle des Protestantismus jener Zeit beim Entstehen einer deutschen Diktatur meint Haneke, es habe ihn „schon immer irritiert, […] warum der Faschismus in Italien so anders ausgesehen hat als in Deutschland.“ Den Film daher als generelle Kritik am Protestantismus zu verstehen, wäre aber „völliger Unsinn“:

„Natürlich hat er [der Protestantismus] einen gewissen Hang zum Elitismus […]. Und dieses Ethos, dass ich mir selbst gegenüber verantwortlich bin, ist ja auch etwas Positives. Nur kann man es auch sehr schnell ins Gegenteil kehren: Kommunismus ist eine wunderbare Idee, aber sobald sie als Ideologie den Weg in die Gesellschaft findet, wird sie zur Diktatur und unmenschlich. Die Frage ist: Wie kippt man in ein solches System hinein? Und das wiederum hat immer mit Erziehung zu tun.“

Zur Dramaturgie des Films:

„Haneke sagt immer: Der Film ist die Startrampe, aber abspringen wollen muss das Publikum selbst.“

„Weil mein Bildgedächtnis, was diese Zeit anbelangt, mit Schwarzweiß konnotiert ist. Ich kann es mir gar nicht anders vorstellen.“

## Rezensionen
Dominik Kamalzadeh äußerte in seiner Rezension für den österreichischen Standard, Michael Haneke inszeniere „mit einer gravitätischen Strenge, er findet Bilder, in denen Figuren wie hinter Glas agieren, oft in gespenstischer Stille. Stilistisch schließt der Film an eine Tradition von Literaturverfilmung an (das Buch ist jedoch von Michael Haneke selbst), als gelte es, diese Form nochmals zu radikalisieren. Das wirkt bei aller Präzision und Raffinesse oft auch ein wenig museal.“
Daniel Kothenschulte nannte den Film in der Frankfurter Rundschau ironisierend ein Lehrstück, das sich „früh zu erkennen“ gibt („Zwei Jahrzehnte später wären diese bösen Kinder erwachsene Nazis“); er bemängelt die Holzschnittartigkeit der wenigen Figuren, spricht aber dennoch von „faszinierenden zweieinhalb Stunden“. Ähnliches kritisierte Tobias Kniebe (Süddeutsche Zeitung), der hoffte, dass sich die „vielen bösen Miniaturen“ zu einem „zwingenden Thema verdichten“ würden. Das Ende schaffe es aber nicht, „die Einzelteile, die auch in der Tonalität wild zwischen Vorkriegspathos, Bierbichler-Grummelei und Rückfällen ins Psychodrama der Gegenwart schwanken“, zusammenzufügen. Auch Hanns-Georg Rodek von der Welt sieht Mängel, doch habe man „das obrigkeitsstaatliche Denken als Erklärung für den Ersten (und Zweiten) Weltkrieg (…) kaum je so auf die kleinsten Einheiten der Dorf- und Familiengemeinschaft heruntergebrochen gesehen.“ Die taz zeigte sich dagegen beeindruckt über die „Bilder des Widerstands.“
Die französische Fachpresse zeigte sich überwiegend beeindruckt von Das weiße Band. Le Monde sprach von einem „beeindruckenden und unversöhnlichen Film“ und zog Parallelen zu Joseph Loseys Sie sind verdammt (1963) und (aufgrund der „unheilvollen“ Darstellung des Predigers) zu Die Nacht des Jägers (1955) sowie zu Clouzot und Bergman. Der Film stelle, so Jean-Luc Douin, das „Wachrufen der Misshandlungen“ dar, „die eine Gesellschaft namhafter, puritanischer, sittenstrenger Erwachsener, ihren Frauen, ihren Kindern und Wirtschaftern zufügt. Es ist die Inventur der Launen und der Strafen, die von Irrsinnigen der Obrigkeit, Ordnungsverrückten, der Zensur, verübt wird.“ Die Libération verglich die Kameraarbeit von Christian Berger mit den Arbeiten August Sanders, die Handlung mit den Romanen Eduard von Keyserlings. Das weiße Band sei ein „starker Film“, „größer als sein autochthones Thema“, und Gérard Lefort verstand ihn als eine Parabel, die sich noch in die heutige Zeit übertragen lässt – „Zu welcher Art von Faschismus sind wir fähig im Hier und Jetzt?“ Le Figaro sprach vor der offiziellen Preisverkündung Hanekes Film und Jacques Audiards Ein Prophet die zweitwichtigste Auszeichnung des Filmfestivals, den Großen Preis der Jury, zu, hinter Jane Campions Bright Star und Xavier Giannolis À l’origine, denen die Tageszeitung die Goldene Palme zukommen ließ.
Der Mailänder Corriere della Sera zählte den Film schon im Vorfeld zu den Favoriten für einen Preis. Die Kritikerin Giuseppina Manin schreibt von einem in „wunderbares Schwarz-Weiß“ getauchten Film mit „außergewöhnlichen, aber wenig bekannten Schauspielern“, dazu eine „Atmosphäre aus düsterem Luthertum wie bei Bergman“. Der Film zeige einen ländlichen Mikrokosmos, wo es „soziale und moralische Regeln von eiserner Unnachgiebigkeit“ gebe, hinter denen jedoch „geheime Grausamkeiten brüten“. Kinder würden dort „nach pädagogischen Prinzipien aufwachsen, die Züchtigungen, Erniedrigungen und sogar ans Bett gefesselte Hände vorsehen, um das Berühren des eigenen Körpers zu verhindern.“
Die schwedische Sydsvenskan beschreibt den Film als „teuflisches Kunstwerk“. Es sei „schwer, einen Film zu finden, der so konsequent und aus einem Guss ist wie dieser.“ Svenska Dagbladet findet den Film „fantastisch gut gespielt, unerhört schön und schwindelnd abscheulich zugleich.“ Haneke gelinge es, „eine komplizierte Geschichte sowohl einfach als auch tiefgründig“ zu erzählen.
Die dänische Zeitung Politiken sieht in dem Film ein „Zurückkehren zu Hanekes Wurzeln der deutschen Sprache und Kulturtradition.“ Das weiße Band sei „ein erzdeutscher Film über die Deutschheit.“
Haneke selbst wiederholte mehrfach, wie wichtig es ihm sei, dass sein Film beispielhaft ist und sich nicht nur auf Deutschland beziehe, da für ihn „alle Formen von Terrorismus“ denselben Ursprung hätten, die „Perversion von Idealen, die man in soziale Regeln übersetzt.“
Wolfram Bergande sieht in seinem Essay Gewalt|Phantasie die Kinder des Films in gläubigem Gehorsam in den Ersten Weltkrieg ziehen und für ihre Kinder den Weg in den Nationalsozialismus vorgezeichnet.

## Auszeichnungen

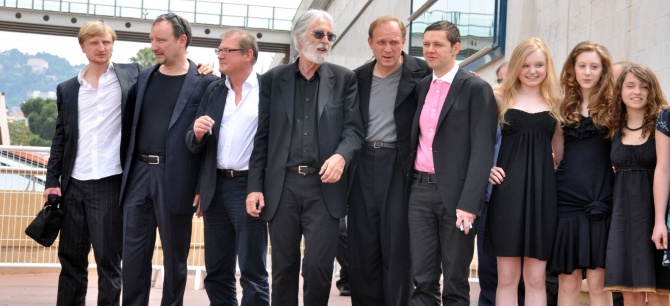
Darsteller und Regisseur des Films 2009 in Cannes: Michael Kranz, Rainer Bock, Burghart Klaußner, Michael Haneke, Ulrich Tukur, Christian Friedel, Maria-Victoria Dragus, Roxane Duran und Janina Fautz

Das weiße Band – Eine deutsche Kindergeschichte wurde für mehr als 70 Filmpreise nominiert, von denen Hanekes Regiearbeit über 40 gewinnen konnte. Dazu zählen u. a. die Goldene Palme der Internationalen Filmfestspiele von Cannes, der Golden Globe Award, zehn Deutsche Filmpreise und zwei Oscar-Nominierungen. Am 26. August 2009 hatte die Organisation German Films Das weiße Band als offiziellen deutschen Bewerber für eine Oscar-Nominierung in der Kategorie Bester fremdsprachiger Film ausgewählt. Damit kam die Auslandsvertretung der deutschen Filmbranche dem österreichischen Pendant, der Austrian Film Commission (AFC), zuvor, die in der darauffolgenden Woche über die österreichische Einreichung zum „Auslandsoscar“ abstimmen und ursprünglich ebenfalls Das weiße Band einreichen wollte. Die Regeln der Academy of Motion Picture Arts and Sciences (AMPAS) werden üblicherweise so ausgelegt, dass jedes der an einer Produktion beteiligten Länder die Möglichkeit hat, den Film für das eigene Land einzureichen – es darf aber letztlich nur ein Land den Film einreichen. Die Einreichung des in „wesentlichen Funktionen“ „österreichische[n]“ Films durch Deutschland sorgte daher für gewisses Unbehagen auf Seite der AFC, doch akzeptierte sie das Ergebnis.
Eine Auswahl der gewonnenen Auszeichnungen und Nominierungen, die Das weiße Band erhielt:
Gewonnene Preise
- 2009: Goldene Palme der Internationalen Filmfestspiele von Cannes und FIPRESCI-Preis
- 2009: Chicago Film Critics Association Award (Bester fremdsprachiger Film)
- 2009: drei Europäische Filmpreise (Bester Film, Beste Regie und Bestes Drehbuch)
- 2009: Grand Prix de la FIPRESCI (Bester Film des Jahres)
- 2009: Los Angeles Film Critics Association Award (Beste Kamera)
- 2009: New York Film Critics Circle Award (Beste Kamera)
- 2009: Toronto Film Critics Association Award (Bester fremdsprachiger Film)
- 2010: Amanda (Bester Film – international)
- 2010: Preis der Argentinischen Filmakademie (Bester ausländischer Film – Deutschland)
- 2010: Preis der American Society of Cinematographers (Beste Kamera)
- 2010: Chlotrudis Award (Beste Kamera)
- 2010: zehn Deutsche Filmpreise (Bester Spielfilm, Beste Regie, Bestes Drehbuch, Bester Hauptdarsteller – Burghart Klaußner, Beste Nebendarstellerin – Maria-Victoria Dragus, Beste Kamera, Bestes Kostümbild, Bestes Maskenbild, Bestes Szenenbild und Beste Tongestaltung)
- 2010 vier Auszeichnungen beim Preis der deutschen Filmkritik (Bester Spielfilm, Bestes Drehbuch, Beste Kamera und Bester Darsteller – Burghart Klaußner)
- 2010: Gilde-Filmpreis (Bester deutscher Film)[38]
- 2010: Golden Globe Award (Bester fremdsprachiger Film – deutsch)
- 2010: National Society of Film Critics Award (Beste Kamera)
- 2010: New Faces Award (Beste Nachwuchsschauspielerin – Leonie Benesch)
- 2010: Online Film Critics Society Award (Bester fremdsprachiger Film)
- 2010: vier Preise bei der Romy-Gala (Bester Film, Beste Produzenten, Beste Regie und Beste Kamera)
- 2010: Young Artist Award (Beste jugendliche Darsteller in einem internationalen Spielfilm – Leonie Benesch und Leonard Proxauf)
- 2010: Preis des Syndicat Français de la Critique de Cinéma et des Films de Télévision (Bester ausländischer Film)
- 2011: Bodil (Bester nicht-amerikanischer Film)
- 2011: Film Critics Circle of Australia Award (Bester fremdsprachiger Film)
- 2011: Premio Turia (Bester ausländischer Film)
- Die Deutsche Film- und Medienbewertung FBW in Wiesbaden verlieh dem Film das Prädikat besonders wertvoll.

Nominierungen
- 2009: Nominierung für den Europäischen Filmpreis (Beste Kamera)
- 2009: zwei zweite Plätze bei den Los Angeles Film Critics Association Awards (Beste Regie und Bester fremdsprachiger Film)
- 2009: Nominierung für den Satellite Award (Bester fremdsprachiger Film – Deutschland)
- 2010: zwei Oscar-Nominierungen (Bester fremdsprachiger Film und Beste Kamera)
- 2010: BAFTA-Nominierung (Bester nicht-englischsprachiger Film)
- 2010: César-Nominierung (Bester ausländischer Film)
- 2010: Nominierung für den David di Donatello (Bester europäischer Film)
- 2010: drei Nominierungen für den Deutschen Filmpreis (Beste Hauptdarstellerin – Susanne Lothar, Bester Nebendarsteller – Rainer Bock und Bester Schnitt)
- 2010: vier Nominierungen für den London Critics’ Circle Film Award (Bester Film, Beste Regie, Bestes Drehbuch und Bester fremdsprachiger Film)
- 2010: Nominierung für den Nastro d’Argento (Beste europäische Regie)
- 2011: Goya-Nominierung (Bester europäischer Film)
- 2011: Nominierung für den Kinema-Jumpō-Preis (Bester fremdsprachiger Film)
- 2011: Robert-Nominierung (Bester nicht-amerikanischer Film)

## Rezeption
- Die deutsche Metal-Band Neaera inspirierte der Film Das weiße Band zu dem Lied The Prophecy.[39]
- 2016 belegte Das weiße Band bei einer Umfrage der BBC zu den 100 bedeutendsten Filmen des 21. Jahrhunderts den 18. Platz.

## Theateradaption
Der Schweizer Regisseur Christoph Frick erarbeitete 2018 eine Theateradaption aufgrund des Drehbuches von Michael Haneke für das Staatstheater Darmstadt.

## Einzelbelege
1. ↑   Freigabebescheinigung für Das weiße Band – Eine deutsche Kindergeschichte. Freiwillige Selbstkontrolle der Filmwirtschaft, September 2009 (PDF; Prüfnummer: 119 550 K).
2. ↑  Alterskennzeichnung für Das weiße Band – Eine deutsche Kindergeschichte. Jugendmedienkommission.
3. 1 2  dasweisseband.x-verleih.de. (Memento des Originals vom 11. Januar 2020 im Internet Archive)  Info: Der Archivlink wurde automatisch eingesetzt und noch nicht geprüft. Bitte prüfe Original- und Archivlink gemäß Anleitung und entferne dann diesen Hinweis.
4. ↑  Stefan Stiletto: Wer war der Täter?, Bundeszentrale für politische Bildung vom 20. Dezember 2011, abgerufen am 28. Januar 2021.
5. ↑  Barbara Munker (DPA): Waltz hat Favoritenrolle bei Oscars. (Memento vom 22. Januar 2010 im Internet Archive). Kurier, 19. Januar 2010.
6. ↑  Martin Schweighofer (Chef der AFC), zitiert nach Dominik Kalmazadeh: Haneke greift für Deutschland nach Gold. derStandard.at vom 27. August 2009 (abgerufen am 30. August 2009).
7. ↑  Das weiße Band. (Memento des Originals vom 12. Dezember 2017 im Internet Archive)  Info: Der Archivlink wurde automatisch eingesetzt und noch nicht geprüft. Bitte prüfe Original- und Archivlink gemäß Anleitung und entferne dann diesen Hinweis. Bei: achteinhalb – Kino & Kultur e. V.
8. ↑  X-filme.de. (Memento vom 9. Januar 2010 im Internet Archive).
9. ↑  Gemeinde Plattenburg – Netzow.
10. ↑  Drehort für: DAS WEISSE BAND. (Seite nicht mehr abrufbar, festgestellt im Dezember 2023. Suche in Webarchiven)  Info: Der Link wurde automatisch als defekt markiert. Bitte prüfe den Link gemäß Anleitung und entferne dann diesen Hinweis.
11. 1 2  Hollywood lernt Netzow kennen. (Memento vom 28. Dezember 2013 im Internet Archive).
12. ↑  Der Tagesspiegel vom 6. März 2010: Die Auserwählten.
13. ↑  Steffen Oldörp: Johannstorf. Ein Filmteam fackelte auf Schloss Johannstorf eine Scheune ab. (Memento vom 30. Mai 2009 im Internet Archive). Uetersener Nachrichten vom 22. August 2008.
14. ↑  https://www.mdm-online.de/LGSuche_load.do?pk=%2523vWb%252F686zL1Y%253D
15. 1 2 3 4 5 6 7 8  Fernsehpremiere: Ein Farbfilm in Schwarz und Weiß. In: Kurier. 3. Oktober 2011, S. 31.
16. ↑  François Reumont: The White Ribbon. Interview with cinematographer Christian Berger, AAC.
17. 1 2 3  Michael Omasta, Michael Pekler: ‚In jedem meiner Filme muss ich laut lachen.‘ Interview mit Michael Haneke. (Memento vom 31. Mai 2011 im Internet Archive). In: Falter. H. 38/2009, S. 24 f.
18. ↑  Das weiße Band. (Memento des Originals vom 19. Oktober 2009 im Internet Archive)  Info: Der Archivlink wurde automatisch eingesetzt und noch nicht geprüft. Bitte prüfe Original- und Archivlink gemäß Anleitung und entferne dann diesen Hinweis. Bei: filminstitut.at. Österreichisches Filminstitut (abgerufen am 30. August 2009).
19. ↑  Die rechte Hand Gottes. Alexander Kluge im Gespräch mit Michael Haneke. (Memento vom 9. November 2009 im Internet Archive). youtube.com.
20. ↑  Alexandra Belopolsky: Kassenschlager. Warum der deutsche Spielfilm »Das weiße Band« in Israel so erfolgreich ist. In: Jüdische Allgemeine. 26. April 2010 (abgerufen am 20. Januar 2014).
21. ↑  Michael Haneke – Liebe zum Kino. Dokumentarfilm von Yves Montmayeur, 2013, 58 Min. Produziert von Wild Art Film (Wien), Crescendo Films (Paris) und Les Films du Losange (Paris) in Zusammenarbeit mit BR und ORF.
22. ↑  Dominik Kamalzadeh: Wunscherfüllung mit „Operation Kino“. (Memento vom 30. Mai 2009 im Internet Archive) In: derStandard.at vom 21. Mai 2009.
23. ↑  Die Logik des Traums. 26. Januar 2019, abgerufen am 22. September 2023.
24. ↑  Vgl. Tobias Kniebe: Vom Liebeswehen im Alter. (Memento vom 26. Mai 2009 im Internet Archive). Bei: sueddeutsche.de vom 21. Mai 2009 (aufgerufen am 24. Mai 2009).
25. ↑  Cristina Nord: Kolumne CannesCannes: Fremd in der Heimat der Psychosen. In: Die Tageszeitung: taz. 22. Mai 2009, ISSN 0931-9085 (taz.de [abgerufen am 22. September 2023]).
26. ↑  Vgl. Jean-Luc Douin: Violence et boucles blondes dans l’Allemagne puritaine. In: Le Monde vom 23. Mai 2009, S. 18.
27. ↑  vgl. Gérard Lefort: En étudiant les barbares. In: Libération vom 22. Mai 2009, S. 24.
28. ↑  Vgl. Festival de Cannes. Les choix du « Figaro » avant le palmarès. In: Le Figaro vom 23. Mai 2009, Nr. 20159, UNE-FIG, S. 1.
29. ↑  Giuseppina Manin: Haneke, le radici del nazismo in un giallo su bimbi-giustizieri. In: Corriere della Sera vom 22. Mai 2009.
30. ↑  Ett djävulskt konstverk. (Memento des Originals vom 5. Dezember 2016 im Internet Archive)  Info: Der Archivlink wurde automatisch eingesetzt und noch nicht geprüft. Bitte prüfe Original- und Archivlink gemäß Anleitung und entferne dann diesen Hinweis. Sydsvenskan vom 25. Mai 2009.
31. ↑  Ge Guldpalmen till Haneke. In: Svenska Dagbladet vom 25. Mai 2009.
32. ↑  Portræt. Filmkunstens alvorsmand snuppede palmen. In: Politiken vom 24. Mai 2009.
33. ↑  Vgl. Nana A. T. Rebhan: Filmbesprechung. (Memento vom 19. Juli 2012 im Webarchiv archive.today). Bei: arte.de. Abgerufen am 24. Mai 2009.
34. ↑  Gewalt Phantasie. Die Heimsuchung des Herrn in Michael Hanekes „Das weiße Band“. In: Preußer (Hrsg.): Anschauen und Vorstellen. Gelenkte Imagination im Kino. Schüren 2014.
35. ↑  „Das weiße Band“ ist deutscher Oscar-Kandidat. Bei: Spiegel Online vom 26. August 2009.
36. ↑  Hanns-Georg Rodek: „Das weiße Band“ ist deutscher Oscar-Kandidat. Bei: Welt.de vom 26. August 2009.
37. ↑  Martin Schweighofer (Chef der AFC), zitiert nach: Dominik Kalmazadeh: Haneke greift für Deutschland nach Gold. (Memento vom 25. September 2009 im Internet Archive) In: derStandard.at vom 27. August 2009 (abgerufen am 30. August 2009).
38. ↑  Gilde-Filmpreis für „Das weiße Band“.
39. ↑  Neaera: Forging the Eclipse. CD, Metal Blade Records 2010.
40. ↑  Das weiße Band | Staatstheater Darmstadt. Abgerufen am 27. Februar 2020.
41. ↑  Echo Zeitungen GmbH: Darmstädter Theater zeigt Uraufführung „Das weiße Band“ – Echo Online. Abgerufen am 27. Februar 2020.
42. ↑  Im Innersten beschädigt. 18. September 2018, abgerufen am 27. Februar 2020.
43. ↑  Darin ist Das weiße Band einer der hauptsächl. bespr. Filme.